# ملتقى سوق عكاظ
ملتقى سوق عكاظ، أو (ملتقى الحياة) ، هو ملتقى يقدم جوائز منافسة على مستوى الوطن العربي، وهي تغطي مساحة واسعة من الإبداع الفني ابتداء من الشعر مروراً بالفن التشكيلي والخط العربي وانتهاء بالفلكلور، وهي اليوم موضع عناية واهتمام من المثقفين وأصبحت جوائزه واحدة من أهم آمال وطموحات المبدعين في مختلف الأقطار العربية، الذين ينتظرون موعد الإعلان عنها ليتسابقوا ويتنافسوا من أجل الحصول عليها كل في الفن الذي ينتمي إليه.
سوق عكاظ، هو أهم أسواق العرب وأشهرها، يقع في شمال شرقي مدينة الطائف، وهو يحمل أهمية تاريخية حيث كان العرب يجتمعون فيه للبيع والشراء، ويستمعون إلى الشعراء والخطباء، وقد سجل التاريخ لسوق عكاظ دوراً أدبياً بارزاً في الجاهلية وصدر السلم وعصر بني أمية، واستمر السوق إلى عام 129هـ.
وقد أعيد إحياء هذا السوق في العهد السعودي بعد انقطاع دام 12 قرنا، واندثاره وغيابه عن الوجود والتأثير الثقافي، وذلك عام 1428هـ، حين افتتح على يد صاحب السمو الملكي الأمير خالد الفيصل أمير منطقة مكة المكرمة، نيابة عن الملك عبد الله بن عبد العزيز، ليكون أحد أهم مخرجات الاستراتيجية التنموية للمنطقة. وانطلقت أول دورة للسوق في عام (1428هـ - 2007م). يشارك في البرامج والفعاليات مجموعة من المفكرين والشعراء من عدد من الدول العربية، وتم توسيع النشطة والمشاركات والمسابقات في الأعوام التالية. حتى أصبح الملتقى تظاهرة ثقافية عربية كبرى ذات شخصية فريدة ومميزة، وأصبحت جوائزه محط أنظار واهتمام المبدعين والمثقفين من مختلف أرجاء الوطن العربي.
يقدم ملتقى سوق عكاظ العديد من الفعاليات والمنافسات والجوائز على مستوى الوطن العربي، ويغطي مساحة واسعة من الإبداع الفني، ابتداء من الشعر مروراً بالفن التشكيلي والتصوير الضوئي، والخط العربي وانتهاء بالفلكلور والحرف، وتتمثل هذه المنافسات في: جائزة شاعر عكاظ، جائزة شاعر شباب عكاظ، وجائزة عكاظ الدولية للسرد العربي في القصة القصيرة، جائزة لوحة وقصيدة، جائزة الخط العربي، جائزة التصوير الضوئي، جائزة الحرف اليدوية، جائزة الفلكلور الشعبي، وجائزة الإبداع والتميز العلمي، وجائزة الابتكار.

## الخلفية التاريخية
يعد سوق عكاظ من أشهر الأسواق عند العرب قديماً، حيث كانت العرب تتوافد إلى هذا السوق في العشرين يوماً الأولى من أيّام شهر ذي القعدة. وتورد المصادر الأدبية بأن سوق عكاظ سمي بهذا الاسم لأنّ العرب كانوا يتعاكظون فيه أي يتفاخرون ويتناشدون الشعر فيما بينهم..
ومن أبرز مظاهر هذا السوق أنه كان مكاناً تباع فيه البضائع، وتنتشر فيه الآداب فقد كان الشعراء يتوافدون إلى هذا السوق من كلّ حدب وصوب ليلقوا قصائدهم أمام الناس بهدف التباهي والتفاخر، واستمر في عهد النبوة وصدر الإسلام أيام الخلفاء الراشدين وزمن بني أمية حتى سنة 129هـ، حيث ثار الخوارج ونهبوه، وقد تأثر سوق عكاظ بتوسع الدول الإسلامية وانتقال مراكز الحضارة من الحجاز إلى دمشق ثم بغداد، حيث المدن الكبيرة، وبدأت الحياة الجديدة في الشام والعراق ومصر تجذب الناس إليها مع الاهتمام بالفتوحات مما أضعف الحاجة لسوق عكاظ ودوره التجاري خاصة.

## أهمية الملتقى
تأتي أهمية ملتقى سوق عكاظ في الوقت الحالي في كونه ملتقى شعرياً وفنياً وتاريخياً فريداً من نوعه، يقصده المثقفون والمهتمون بشؤون الأدب والثقافة، مستمتعين بالقيمة المعرفية والثقافية التي يقدمها السوق من خلال ندوات السوق ومحاضراته وفعالياته، كما يعيد ملتقى سوق عكاظ إلى الأذهان أمجاد العرب وتراثهم الأصيل، ويستعرض ما حفظه ديوان العرب من عيون الشعر ومعلقاته، ويقدم في كل مهرجان احتفالاً واحتفاءً بأحد شعراء المعلقات لتؤكد اتصال التراث بالحاضر.
ويقدم ملتقى سوق عكاظ العديد من الفعاليات والمنافسات والجوائز على مستوى الوطن العربي، حيث يغطي مساحة واسعة من الإبداع الفني ابتداء من الشعر مروراً بالفن التشكيلي والتصوير الضوئي والخط العربي وانتهاء بالفلكلور والحرف، وتتمثل هذه المنافسات في: جائزة شاعر عكاظ، وجائزة شاعر شباب عكاظ، جائزة لوحة وقصيدة، جائزة الخط العربي، جائزة التصوير الضوئي، جائزة الحرف اليدوية، جائزة الفلكلور الشعبي، وجائزة الإبداع والتميز العلمي.

## الموقع الجغرافي
يقع ملتقى سوق عكاظ في مدينة الطائف درة المدن التاريخيَّة والسياحيَّة بالمملكة، حيث تتربع على قمم جبال السروات، وهي ذات طبيعة خلابة ومناخ معتدل وموقع متميز، تفتح مدينة الطائف ذراعيها في كل صيف لترحب زوارها ومصطافيها في كل عام تحت شعار «مرحباً تراحيب المطر».

## المساحة والحدود
يقع ملتقى سوق عكاظ على سهول منبسطة يحيط بها عدد من الأودية والجبال على مساحة تُقدر بـ10.572.800م على بعد 45 كم شمال شرقي مدينة الطائف، ويحده من الجنوب الغربي جبل الأثيداء، ومن الجنوب الشرقي جبل العبلاء، ومن الشمال الشرقي جبل الحريرة، ومن الغرب وادي الأخيضر، وتسمى الساحة التي يقع عليها السوق «القانس»، وهي ملتقى للمتجهين إلى اليمن والعراق ومكة.

## الجوائز
أصبحت جوائز سوق عكاظ من أهم الجوائز منافسةً على مستوى الوطن العربي نظراً للقيمتين المعنوية والمادية لها، إذ تبلغ قيمة مجموع الجوائز والمسابقات (2470000) مليونين وربعمائة وسبعون ألف ريال.
وتضم جوائز ومسابقات سوق عكاظ (13) جائزة ومسابقة تغطي مساحة واسعة من الإبداع في الآداب والفنون والعلوم الاجتماعية والإنسانية، وهي جائزة عكاظ الدولية للشعر العربي الفصيح (شاعر عكاظ)، وجائزة عكاظ الدولية للحرف والصناعات اليدوية، وجائزة عكاظ الدولية للخط العربي، وجائزة عكاظ الدولية للسرد العربي في القصة القصيرة، وجائزة عكاظ للابتكار، وجائزة عكاظ للتصوير الضوئي، ومسابقة شاعر شباب عكاظ، ومسابقة عكاظ للفنون الشعبية، ومسابقة عكاظ لفنون الأطفال الشعبية، ومسابقة عكاظ للإبداع المسرحي، ومسابقة عكاظ للفنون التشكيلية (لوحة وقصيدة)، ومسابقة عكاظ لريادة الأعمال.
هناك عدة جوائز لملتقى مسابقة سوق عكاظ، منها محلية ودولية موضحة في الجدول التالي:
|  | جائزة عكاظ الدولية للشعر العربي الفصيح (شاعر عكاظ) | جائزة دولية كبرى            |
|  | جائزة عكاظ الدولية للحرف والصناعات اليدوية         | جائزة دولية - حرف يدوية     |
|  | جائزة عكاظ الدولية للخط العربي                     | جائزة دولية - الخط العربي   |
|  | جائزة عكاظ الدولية للسرد العربي في القصة القصيرة   | دولية - القصة القصيرة       |
|  | جائزة عكاظ للابتكار                                | (مستحدثة) (2017)            |
|  | جائزة عكاظ للتصوير الضوئي                          |                             |
|  | جائزة الفلكلور الشعبي                              |                             |
|  | جائزة الإبداع والتميز العلمي                       |                             |
|  | جائزة سوق عكاظ التكريمية                           |                             |
|  | جائزة عكاظ للفن التشكيلي                           | (مستحدثة) (2017)            |
|  | جائزة الإبداع المسرحي                              | المسرح (2017)               |
|  | جائزة أطفال عكاظ للفنون الشعبية                    | فنون شعبية (مستحدثة) (2017) |
|  | جائزة عكاظ للفنون الشعبية                          | فنون شعبية (مستحدثة) (2017) |
|  | جائزة خطيب عكاظ                                    | الخطابة (مستحدثة) (2017)    |

### جائزة شاعر عكاظ
أهمية المسابقة وأهدافها:
تعد مسابقة شاعر عكاظ المسابقة الرئيسة لسوق عكاظ، ذلك أن سوق عكاظ إنما عرف واشتهر بالشعر، فقد كان الشعراء يجتمعون فيه ويتعاكظون أي يتفاخرون بالشعر ويحكم بينهم النقاد ويختارون أجود الشعر وأشعر الشعراء، وهكذا فإن جائزة شاعر عكاظ تتكئ عل هذه الخلفية وذلك الموروث الدبي العريق. وتهدف مسابقة شاعر عكاظ إلى الإعتناء بالشعر العربي الفصيح، وتقدير الشاعر العربي المتميز، من خلل منحه وسام الشعر العربي ممثل ف لقب» شاعر عكاظ«وهذه المسابقة حق لكل شاعر من شعراء العربية له إنتاج منشور من خلل المشاركة ف المسابقة بنص شعري مميز باللغة العربية الفصحى وفق شروط محددة، وتمنح لشاعر واحد، ول تمنح مناصفة، وستتول تحكيم الجائزة لجنة من النقاد العرب والمختصين ف الدراسات الادبية.
يحصل الفائز على ما يلي:
1. - درع عكاظ لعام 1436هـ.
2. - بردة شاعر عكاظ.
3. - جائزة مالية مقدارها (300.000) ثلاثمائة ألف ريال سعودي.
4. - دعوته لحضور سوق عكاظ.
5. - إلقاء قصيدته العكاظية في حفل الأفتتاح.

| جوائز سوق عكاظ                      |                |          |
| الفائزون بلقب شاعر عكاظ             |                |          |
| الأسم                               | التاريخ        | الدولة   |
| محمد إبراهيم يعقوب                  | 1440هـ - 2019  | السعودية |
| جاسم محمد الصحيح                    | 1439هـ - 2018  | السعودية |
| محمد التركي                         | 1438هـ - 2017  | السعودية |
| محمد محمود العزام                   | 1437هـ - 2016  | الأردن   |
| هزبر محمود علي                      | 1436هـ - 2015  | العراق   |
| المنصف الوهيبي                      | 1435 هـ - 2014 | تونس     |
| عيسى جرابا                          | 1434هـ - 2013  | السعودية |
| روضة الحاج                          | 1433هـ ـ 2012  | السودان  |
| "قررت اللجنة الإشرافية حجب الجائزة" | 1432هـ ـ 2011  | ------   |
| شوقي بزيع                           | 1431هـ ـ 2010  | لبنان    |
| عبد الله السلامة                    | 1430هـ ـ 2009  | سورية    |
| محمد التهامي                        | 1429هـ ـ 2008  | مصر      |
| محمد الثبيتي                        | 1428هـ ـ 2007  | السعودية |

### جائزة شاعر شباب عكاظ
أهمية الجائزة وأهدافها:
جائزة شاعر شباب عكاظ مخصصة للشعراء الشباب، وتهدف إلى تشجيع الشعراء الشباب بالمملكة العربية السعودية وبث روح التنافس بينهم.
قيمة الجائزة:
تقدر قيمة جائزة شاعر شباب عكاظ 100.000 مائة ألف ريال سعودي.
يتم الترشيح من الأندية الأدبية والمؤسسات الثقافية والتعليمية. ومن المهم الإشارة على أن جائزة مثل جائزة شاعر عكاظ قد حققت خلل ثلث سنوات شهرة واسعة طبقت الفاق وأصبح الحصول عل لقب شاعر عكاظ هاجس كل شاعر ومطلبه، لنه يحمل قيمة اعتبارية ومعنوية ليس لها نظير.
| جوائز سوق عكاظ               |               |          |
| الفائزون بلقب شاعر شباب عكاظ |               |          |
| الأسم                        | التاريخ       | الدولة   |
| خليف بن غالب الشمري          | 1437هـ - 2016 | السعودية |
| حسن طواشي                    | 1436هـ - 2015 | السعودية |
| علي الدندن                   | 1435هـ - 2014 | السعودية |
| حيدر العبد الله              | 1434هـ - 2013 | السعودية |
| إياد حكمي                    | 1433هـ ـ 2012 | السعودية |
| xxx حجبت الجائزة xxx         | 1432هـ ـ 2011 | ----     |
| ناجي علي حرابا               | 1431هـ ـ 2010 | السعودية |
| أحمد القيسي                  | 1430هـ ـ 2009 | السعودية |

### جائزة عكاظ الدولية للشعر العربي الفصيح
فكرة الجائزة:
تعتبر جائزة عكاظ الدولية للشعر العربي الفصيح أهم تظاهرة ثقافية أدبية دولية في سوق عكاظ، وفرصة لتحقيق التواصل بين الشعراء السعوديين والعرب في مجال الشعر العربي الفصيح، ومناسبة لعرض إبداعاتهم الأدبية الشعرية.
أهداف الجائزة:
تهدف الجائزة إلى الاهتمام بالشعر العربي الفصيح، من خلال تسليط الضوء على الإنتاج الشعري للمتميزين من الشعراء العرب، واختيار الصوت الشعري الذي يستحق أن يكون شاعر عكاظ، ويمنح وسام الشعر العربي.
استحقاق الفائزين:
- يحصل الفائز على درع عكاظ لعام 1438هـ
- يحصل الفائز على بردة شاعر عكاظ.
- يحصل الفائز على جائزة مالية قدرها (300000) ثلاثمائة ألف ريال سعودي.
- يدعى الفائز لحضور فعاليات سوق عكاظ.
- يقوم الفائز بإلقاء قصيدته الفائزة في حفل الافتتاح.

| جوائز سوق عكاظ                         |                |        |
| جائزة عكاظ الدولية للشعر العربي الفصيح |                |        |
| الأسماء                                | التاريخ        | الدولة |
| - محمد محمود العزام                    | 1437هـ - 2016م | الأردن |

### جائزة عكاظ الدولية للسرد العربي في القصة القصيرة
فكرة الجائزة:
تعتبر جائزة عكاظ الدولية للسرد العربي في القصة القصيرة تظاهرة ثقافية أدبية دولية وفرصة لتحقيق التواصل بين الأدباء والكتاب السعوديين والعرب في مجال السرد العربي القصصي، ومناسبة لعرض إبداعاتهم الأدبية.
وتعد الجائزة إحدى جوائز السرد التي تقدم بالتناوب في سوق عكاظ؛ بهدف تشجيع الروائيين وكتاب القصة القصيرة في الوطن العربي، وتطوير فنون الأدب العربي القصصي، وإيجاد روائيين وأدباء وكتاب شباب متمكنين من السرد العربي القصصي.
استحقاق الفائزين:
- يحصل الفائز على جائزة السرد العربي.
- يحصل الفائز على جائزة مالية قدرها (100000) مائة ألف ريال سعودي.
- يدعى الفائز لحضور فعاليات سوق عكاظ.

| جوائز سوق عكاظ      |               |          |
| جائزة السرد العربي  |               |          |
| الأسماء             | التاريخ       | الدولة   |
| - مقبول موسى العلوي | 1436هـ - 2016 | السعودية |

### جائزة لوحة وقصيدة
أهداف الجائزة :

شعار سوق عكاظ (ملتقى الحياة)

تهدف هذه المسابقة إلى تشجيع الفنون عامة وما يرتبط منها بفن العرب الأول وهو الشعر بخاصة ولهذا فإن هذه المسابقة توضح العلاقة الوثيقة بين الشعر والرسم، وتشجع الفنانين التشكيليين السعوديين والعرب المقيمين في المملكة العربية السعودية على ارتياد هذه المساحات وتقديم ما يكشف عن إمكاناتهم وقدراتهم الإبداعية الخلاقة.
قيمة الجائزة:
تقدر قيمة جائزة لوحة وقصيدة 100.000 مائة ألف ريال سعودي.
طبيعة الجائزة:
هي جائزة لوحة وقصيدة ذات مراكز على النحو التالي:
- المركز الأول : خمسون ألف ريال سعودي.
- المركز الثاني : ثلاثون ألف ريال سعودي.
- المركز الثالث : عشرون ألف ريال سعودي.

| جوائز سوق عكاظ                                                  |                |                                 |
| الفائزون بالمراتب الـ 3 الأول في جائزة لوحة وقصيدة              |                |                                 |
| الأسماء                                                         | التاريخ        | الدولة                          |
| - ناصر إبراهيم الضبيحي - منيرة صالح الحبسي - سكنة حسن علي       | 1436هـ - 2015  | السعودية                        |
| - يوسف إبراهيم - محمد سعد الخبتي - صادق يماني                   | 1435 هـ - 2014 | السعودية                        |
| - عبد الرحمن المغربي - عبد الرحمن السلمي - مليح بن عبد الله وهق | 1434هـ - 2013  | السعودية                        |
| روضة الحاج                                                      | 1433هـ - 2012  | السودان                         |
| - عبده عرييش - فهد خليف الغامدي - عبد العزيز يوبي               | 1433هـ - 2011  | - السعودية - السعودية - الصومال |
| عوض أبو صلاح                                                    | 1432هـ - 2010  | السودان                         |
| محمد إبراهيم الرباط                                             | 1431هـ - 2010  | السعودية                        |
| - طه صبان - عبد الرحمن خضر                                      | 1430هـ - 2009  | السعودية                        |
| فهد القثامي                                                     | 1429هـ - 2008  | السعودية                        |

### جائزة الخط العربي

لفظ البسملة بخط الثلث العربي.

جائزة الخط العربي مسابقة مفتوحة للخطاطين من داخل المملكة وخارجها. مع المراعاة عند تقديم اللوحات المشاركة أصول الخط العربي المتعارف عليها وما تحمله من قيم فنية وجمالية. ولكل مشارك الحرية في تقديم العمل بزخرفةٍ أو بغيرها.
قيمة الجائزة :
تقدر قيمة الجائزة 100.000 مائة ألف ريال موزعة على ثلاثة مراكز.
- المركز الأول: خمسون ألف ريال سعودي
- المركز الثاني: ثلاثون ألف ريال سعودي.
- المركز الثالث: عشرون ألف ريال سعودي.

ويتم استضافة الفائزين من قبل اللجنة المنظمة لتكريمهم وتسليمهم جوائزهم، كما تعرض اللوحات الفائزة وكذلك المتميزة في المعرض ونشرها في الكتيب الخاص بذلك، ضمن فعاليات السوق.

### جائزة التصوير الضوئي
شروطها العامة تتمثل في أن موضوع المسابقة، وهي مسابقة مفتوحة للمصورين العرب من داخل المملكة وخارجها، والمشاركة متاحة للجنسين، وجودة العمل المشارك ومراعاة الجانب الجمالي والإبداعي هي الأساس الأهم في تقييم المشاركة، ولا يجوز أن تتضمن الأعمال المقدمة ولو في جزء منها ما يخالف التعاليم الإسلامية أو التقاليد الاجتماعية، والفائزون في الأعوام السابقة لا يحق لهم المشاركة إلا بعد مرور خمس سنوات، وألا يكون العمل المقدم قد فاز في مسابقات أخرى من قبل، ويحق لوزارة التعليم استخدام الصور الفائزة بالمراكز الثلاثة في المطبوعات والنشرات وباقي مجالات الترويج الخاصة بالجائزة، مع الاحتفاظ بالحق الأدبي للمصور.
أما الضوابط الفنية فإنها تتمثل في المشاركة (فردية) وبالاسم الحقيقي ولا تقبل المشاركات بالأسماء الرمزية أو الشركات وأن تكون وبحد أقصى ثلاث صور (لقطات)، ولا بد أن تعبر الصورة المقدمة عن موضوع المسابقة بشكل واضح، ويحق للمتسابق أن يقدم أعماله من خلال لقطات التصوير الفوتوغرافي التقليدي أو الرقمي (ديجتال) وبالتصوير الملون أو الأحادي، ويجب أن تمثل اللقطة المشهد الطبيعي في الواقع، دون كتابات أو تعليق ضمن كادر الصورة، ودون إضافة عناصر خارجية في حال معالجة الصورة وإرفاق بيانات المتسابق المتمثلة في الاسم حسب السجل المدني أو جواز السفر وكتابة العمر والجنس والجنسية والعنوان كاملا ونوع الكاميرا والفلم ووقت الالتقاط واسم المكان والصورة.
| جوائز سوق عكاظ                                                         |               |                                 |
| الفائزون بالمراتب الـ 3 الأول في جائز التصوير الضوئي                   |               |                                 |
| الأسماء                                                                | التاريخ       | الدولة                          |
| - حسان مبروك العتيبي - أحمد عبد الله الشكيلي - أحمد ذباح الشمري        | 1435هـ - 2015 | - السعودية - عمان - السعودية    |
| "قررت اللجنة الإشرافية حجب الجائزة"                                    | 1435هـ - 2014 | ----                            |
| - عبد الله سليمان الشثري - ماجد العامري - علي الغافري - إبراهيم الرجمي | 1434هـ 2013   | - السعودية - عمان - عمان - عمان |
| - فيصل مشرف الشهري - فهد العقيلي - شعيب خطاب                           | 1433هـ - 2012 | - السعودية - السعودية - العراق  |
| - راشد البقمي - جلال المسري                                            | 1432هـ - 2011 | - السعودية - مصر                |
| - سامي حلمي - بيان البصري                                              | 1431هـ ـ 2010 | - مصر - السعودية                |

### جائزة عكاظ للابتكار
هي جائزة وطنية تستهدف المبتكرين في المملكة العربيَّة السعوديَّة الذين نجحوا في تحويل أفكارهم الإبداعيَّة والابتكاريَّة إلى منتجات أو خدمات ذات عوائد ماليَّة، بهدف تشجيع الابتكار والمبتكرين وبث روح المنافسة بينهم للتميز وتقديم الأفضل، وحث المجتمع على التفكير الإبداعي والإسهام في دعم الاقتصاد المحلي والوطني. يتم تقييم المشاركات وفق المعايير (معايير جائزة عكاظ للابتكار)، والمشاركة الحاصلة على أعلى مجموع درجات تفوز بالجائزة.
قيمة الجائزة:
يحصل الفائز في جائزة عكاظ للابتكار على (100,000) مئة ألف ريال
| جوائز سوق عكاظ          |                |          |
| جائزة عكاظ للابتكار     |                |          |
| الأسماء                 | التاريخ        | الدولة   |
| - أنس محمد صالح باسلامة | 1437هـ - 2016م | السعودية |

### جائزة عكاظ للفن التشكيلي

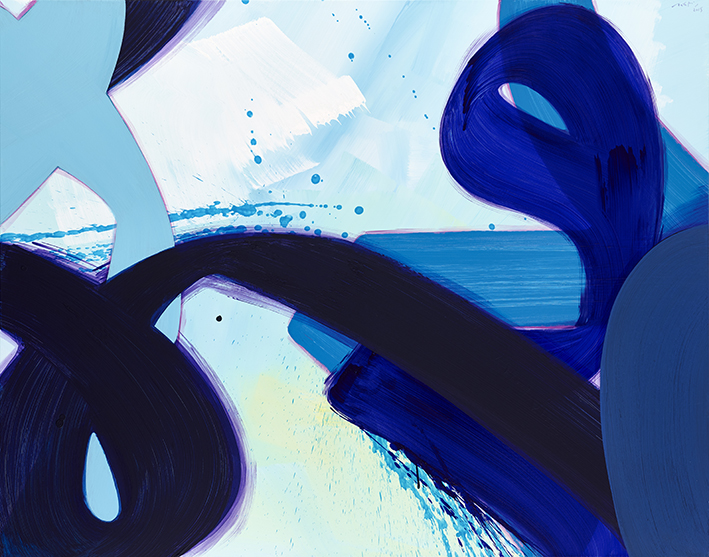

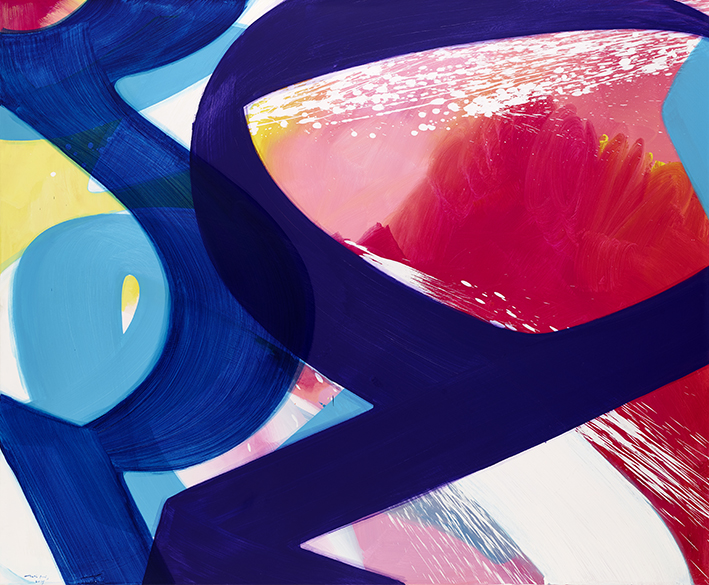

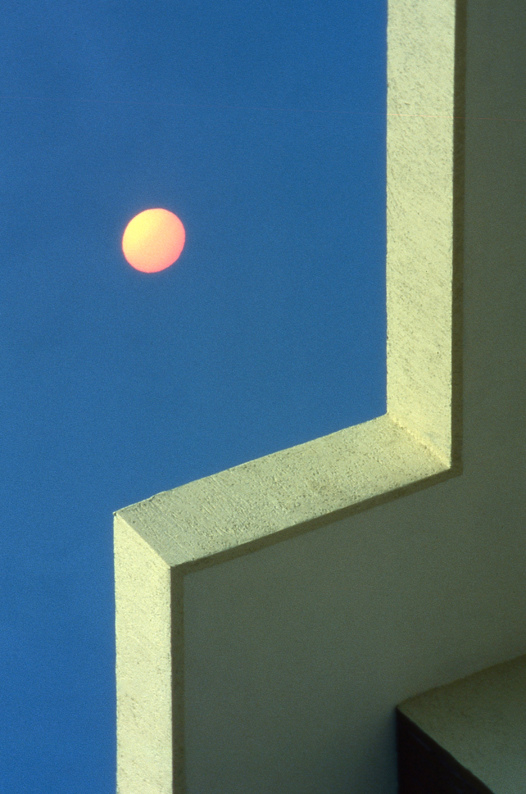

تعتبر جائزة عكاظ للفنون التشكيلية تظاهرة ثقافية وطنية وفرصة لتحقيق التواصل بين الفنان تشكيليين التشكيليين، ومناسبة للتعرف على تجاربهم في مجال الفنون التشكيلية وعرض إبداعاتهم الفنية، بهدف الارتقاء بالفنون التشكيلية السعودية.
الإطار التنظيمي للجائزة:
يأتي تنظيم جائزة عكاظ للفنون التشكيلية في دورة السوق الحادية عشر بإطار تنظيمي جديد، حيث سيتم تنظيم (2) مسابقتين باستمارة موحدة المعايير وجوائز منفصلة وهي:
أولاً- مسابقة عكاظ التشكيلية في المجالات الفنية الحرة:
رصدت لمسابقة عكاظ التشكيلية في المجالات الفنية الحرة (5) خمس جوائز نقدية وشهادات تقديرية، وتشمل أي عمل فني تشكيلي من أنواع الفنون التشكيلية سبق للفنان أو الفنانة أن نفذه (ما عدا التصوير الضوئي) ورغب بالمشاركة فيه وعرضه في سوق عكاظ خلال فترة إقامة السوق.
ثانياً- مسابقة عكاظ التشكيلية التفاعلية:
خصص لمسابقة عكاظ التشكيلية التفاعلية (5) خمس جوائز نقدية وشهادات تقديرية، المسابقة متاحة للفنانين والفنانات التشكيليين، لهم الحرية الكاملة في اختيار نوع الفن التشكيلي الراغبين في المشاركة فيه ماعدا فن التصوير الضوئي، على أن يقوم المشارك في هذه المسابقة بتنفيذ عمله التشكيلي بشكل حي أمام الجمهور الزائر لسوق عكاظ، وللفنان أو الفنانة المشاركين في المسابقة حرية اختيار الخامات والمجالات الفنية.
استحقاقات الجائزة:
تقوم إدارة سوق عكاظ بالتنسيق مع لجنة التحكيم على القيام بما يلي:
- تقديم مكافئات نقدية للفائزين في الأعمال التشكيلية في المسابقتين.
- تقديم هدايا وجوائز تشجيعية للمشاركين في الجائزة.
- تسليم جميع المشاركين في الجائزة شواهد المشاركة الفردية والجماعية إضافة إلى تذكار المسابقة لكل مشارك.

أولاً- مكافئة مسابقة عكاظ التشكيلية في المجالات الفنية الحرة:
مكافئة المسابقة (80) ثمانين ألف ريال سعودي وشهادات مشاركة وتقدير، يتم توزيعها على النحو التالي:
- الفائز بالمركز الأول (30) ثلاثون ألف ريال سعودي وشهادة مشاركة وتقدير.
- الفائز بالمركز الثاني (20) عشرون ألف ريال سعودي وشهادة مشاركة وتقدير.
- الفائز بالمركز الثالث (15) خمسة عشر ألف ريال سعودي وشهادة مشاركة وتقدير.
- الفائز بالمركز الرابع (10) عشرة آلاف ريال سعودي وشهادة مشاركة وتقدير.
- الفائز بالمركز الخامس (5) خمسة آلاف ريال سعودي وشهادة مشاركة وتقدير.

ثانياً- مكافئة مسابقة عكاظ التشكيلية التفاعلية:
مكافئة المسابقة (150) مائة وخمسون ألف ريال وشهادات مشاركة وتقدير للمشاركين، يتم توزيعها على النحو التالي:
- الفائز بالمركز الأول (50) خمسون ألف ريال سعودي وشهادة مشاركة وتقدير.
- الفائز بالمركز الثاني (40) أربعون ألف ريال سعودي وشهادة مشاركة وتقدير.
- الفائز بالمركز الثالث (30) ثلاثون ألف ريال سعودي وشهادة مشاركة وتقدير.
- الفائز بالمركز الرابع (20) عشرون ألف ريال سعودي وشهادة مشاركة وتقدير.
- الفائز بالمركز الخامس (10) عشرة آلاف ريال سعودي وشهادة مشاركة وتقدير.

لجنة التحكيم:
يتم تقييم الأعمال التشكيلية خلال تنظيم الجائزة بناء على سلم التنقيط المعمول به من طرف لجنة تحكيم معينة في هذا المجال من طرف منظم هذه التظاهرة مكونة من خبراء في الفنون التشكيلية، بعد انتهاء الأعمال المشارك بها تحرر اللجنة تقريراً مفصلاً عن حصيلة المشاركات مع انتقاء المتميزين حسب المعايير التالية:
- موضوع العمل التشكيلي.
- الخامات المستخدمة.
- الأسلوب والتقنيات المستخدمة.
- التكوين الفني والقيم الجمالية.
- الإخراج العام.

| جوائز سوق عكاظ                                                    |                |          |
| جائزة عكاظ للفن التشكيلي                                          |                |          |
| الأسماء                                                           | التاريخ        | الدولة   |
| - عبد الرحمن خضر الغامدي - محمد علي الشهري - سعيد الهلال الزهراني | 1436هـ - 2016  | السعودية |
| - ناصر إبراهيم الضبيحي - منيرة صالح الحبسي - سكنة حسن علي         | 1435 هـ - 2015 | السعودية |
| - يوسف إبراهيم - محمد سعد الخبتي - صادق يماني                     | 1434هـ - 2014  | السعودية |

### جائزة الحرف اليدوية

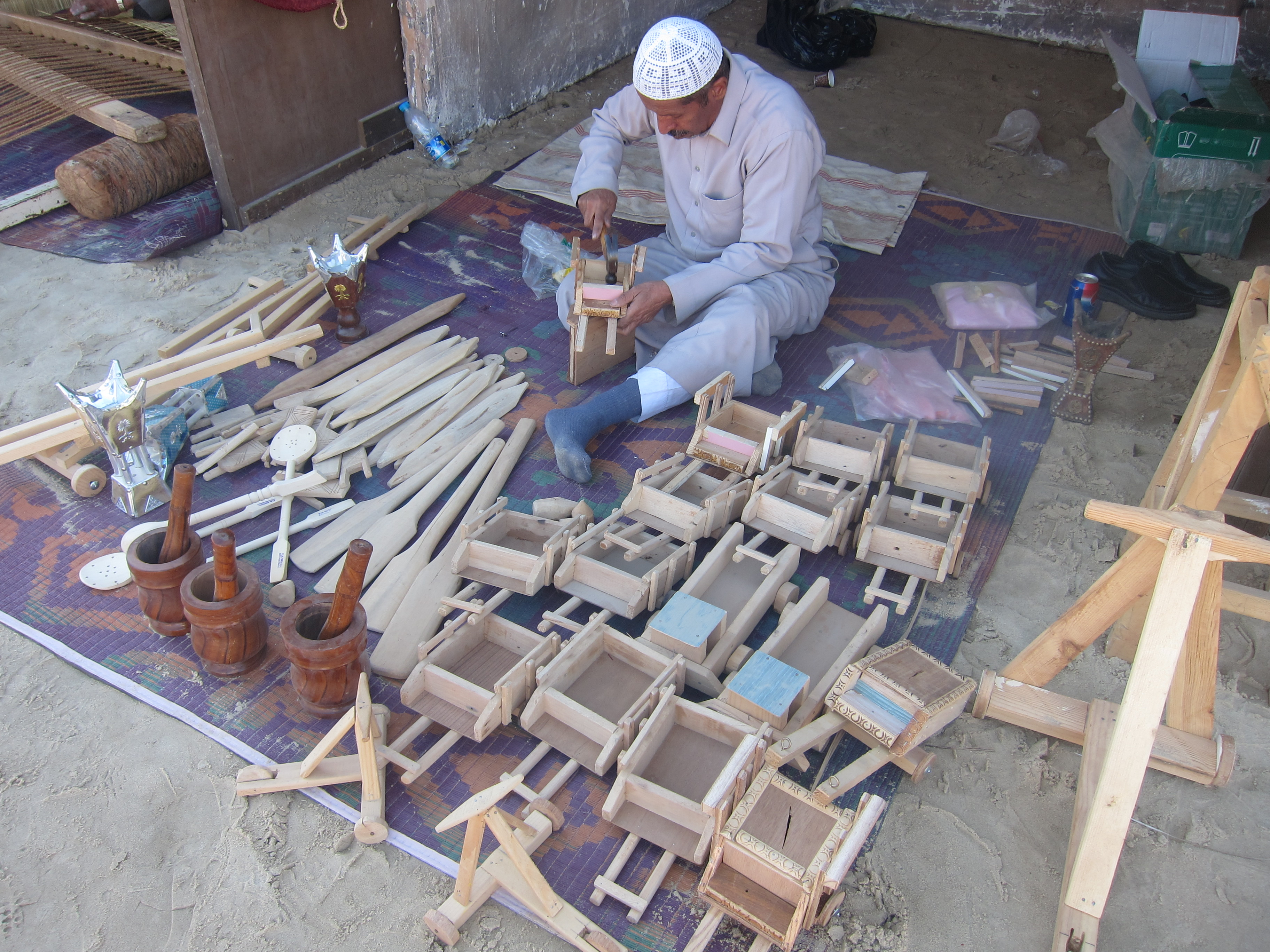
حرفة النجارة

تضم السعودية تنوعا من الحرف والصناعات اليدوية التي لا زالت تسهم في توفير فرص العمل لفئات عديدة من المجتمع في مختلف مناطق المملكة مما يزيد من الدخل إضافة إلى تنشيط الفعاليات التي ينهض بها قطاع السياحة في المملكة. ومن هنا أتت أهمية تخصيص جوائز للحرفيين المتميزين ومنها جائزة عكاظ للإبداع في مجال الحرف والصناعات اليدوية التي ستؤدي إلى ظهور منتجات حرفية مبتكرة تفتح آفاقاً لفرص استثمارية واعدة.
فكرة الجائزة:

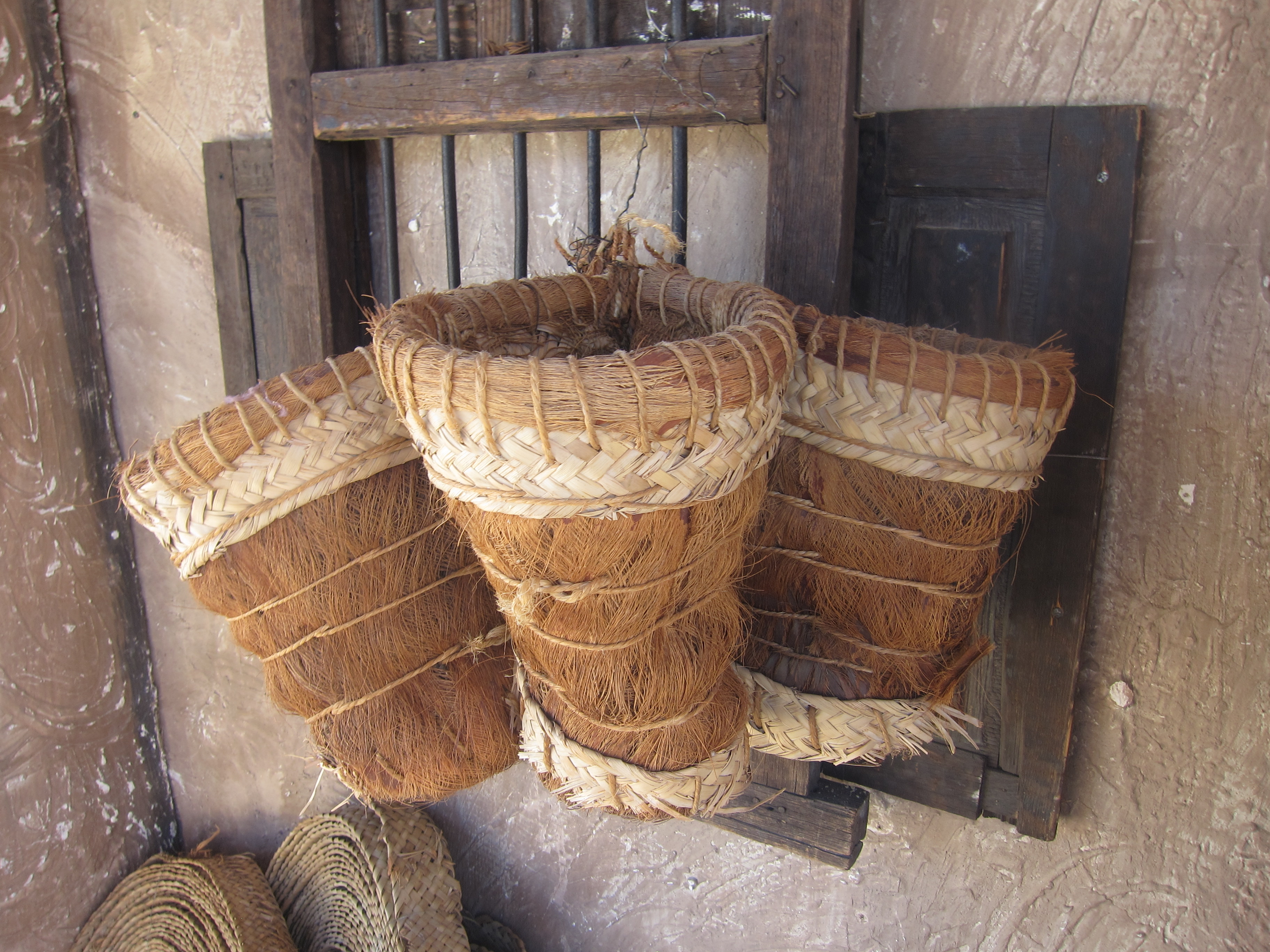
منتج يدوي من سعف النخيل

استحدثت الهيئة العامة للسياحة والتراث الوطني السعودية جائزة سوق عكاظ السنوية في مجال الابتكار في الحرف والصناعات اليدوية في المملكة العربية السعودية، للتعريف بالحرفيين وبمنتجاتهم اليدوية والاهتمـام بهم وتشجيعهم على الإبداع واستمرار العطاء وتنمية مهاراتهم في مجال الحرف والصناعات اليدوية، حيث تتمثل الأهداف الأساسية لمشاركة الحرفيين في فعاليات سوق عكاظ في: مساهمة الهيئة العامة للسياحة والتراث الوطني في البرنامج الوطنية لتنمية الحرف والصناعات اليدوية (بارع) مع الشركاء في فعاليات سوق عكاظ، والتعريف بأعمال المتفوقين من الحرفيين والحرفيات، وتشجيعهم على تطوير منتجاتهم، وتقدير جهودهم، وإعطائهم المكانة اللائقة بهم، وخلق فرص للتعاون والتبادل بين الحرفيين، بما يؤدي إلى تعرّفهم عن قرب على أعمال بعضهم البعض والخبرات والتقنيات المستعملة، وتكوين قاعدة معلومات بالمنتجات الحرفية المتميزة المبتكرة الممكن ضمها إلى قوائم الهدايا من المنتجات الوطنية المصنعة يدوياً.

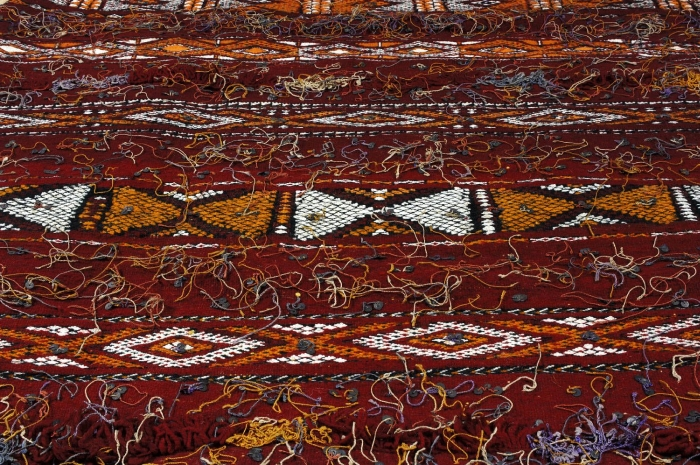
سجاد صناعة يدوية

أنواع الحرف والصناعات اليدوية المشاركة ف سوق عكاظ:
أما أنواع الحرف والصناعات اليدوية المشاركة في سوق عكاظ فهي تشمل جميع منتجات وفروع الحرف وصناعات اليدوية التي نصت عليها الإستراتيجية الوطنية لتنمية الحرف والصناعات اليدوية ومنها ما يلي:
1. السدو النسيج، والسجاد اليدوي، وأعمال الكروشية اليدوية .
2. صناعة التطريز على القماش والأزياء التراثية باستخدام الخيط أو الخرز.
3. صناعة ونحت ونجارة المنتجات الخشبية.
4. صناعة المنتجات اليدوية من النخيل.
5. صناعة الرسم أو النحت أو النقش أو الزخرفة اليدوية على أي مادة طبيعية .
6. صناعة المنتجات الحرفية الأخرى التي لها طابع ابتكاري .

أما التحكيم يشارك وفق عشرة معايير فنية اعتمدها اللجان.
الهداف الساسية لمشاركة الحرفيين ف فعاليات سوق عكاظ:
1. مساهمة الهيئة العامة للسياحة والاثار في البرامج الوطنية لتنمية الحرف والصناعات اليدوية -بارع- مع الشركاء ف فعاليات سوق عكاظ.
2. التعريف بأعمال المتفوقين من الحرفيين والحرفيات، وتشجيعهم عل تطوير منتجاتهم، وتقدير جهودهم، وإعطائهم المكانة اللائقة بهم.
3. خلق فرص للتعاون والتبادل بين الحرفيين، بما يؤدي إل تعرفهم عن قرب على أعمال بعضهم البعض والخبرات والتقنيات المستعملة .
4. تكوين قاعدة معلومات بالمنتجات الحرفية المتميزة المبتكرة الممكن ضمها إلى قوائم الهدايا من المنتجات الوطنية المصنعة يدوياً.

مقدار الجائزة، وآلية التحكيم:
مقدار الجائزة) 500.000(خمسمائة ألف ريال سعودي.
وقد تم تصميم برنامج الكتروني لختيار الحرفيين المشاركين في السوق وفقاً للمعايير التالية:
1- العمل مع فروع الهيئة ف المناطق لتاحة الفرصة لجميع الحرفيين الراغبين في المشاركة في سوق عكاظ مع الإحاطة بأن المشاركات تخضع للمعايير، والمرشحين
أفضل أعمال فائزة في كل مجالات الحرف والصناعات اليدوية يمكنهم التنافس للفوز بإحدى جوائز سوق عكاظ في الصناعات الحرفية، موزعة على النحو التالي:
| جائزة الحرف اليدوية         |                                            |
| جائزة الفائز                | قيمة الجائزة                               |
| المركز الأول                | 50 ألف ريال                                |
| المركز الثاني               | 40 ألف ريال                                |
| المركز الثالث               | 30 ألف ريال                                |
| المركز الرابع               | 20 ألف ريال                                |
| المركز الخامس               | 15 ألف ريال                                |
| من المركز السادس إلى العاشر | جوائز قيمة كل منها (10,000) عشرة آلاف ريال |
| الفائزون الاخرون            | يحصل كل واحد منهم على 5000 خمسة آلف ريال   |

1. على الاقل من منتجاتهم الحرفية - قطعة مكتملة النجاز ولم يسبق عرضه.
2. إشعار المشاركين بإحضار كم كاف من أعمالهم مع ضرورة تقديم قطعتين قبل، وقطعة مشابهة يتم إنجازها تحت معاينة لجنة التحكيم بهدف عرض المهارة الحرفية لجميع المشاركين السعوديين. تشمل إعطاء نبذة حول النشأة والمواد المستعملة والتقنيات المطبقة.
3. يطلب من المشاركين تقديم معلومات وافية حول كل قطعة حرفية مقدمة.
4. يشترط استمرار مزاولة الحرفة حتى نهاية مدة عمل سوق عكاظ. الوسائل عن الحرف التي يمارسها، والتعريف بمنتجاتها.
5. يستفيد الحرف من التغطيات العلمية، وله تقديم الايضاحات بكافة الختامي للسوق.
6. يتم تحكيم العمال أثناء فعاليات سوق عكاظ، وتوزع الجوائز في الحفل الختامي.

يتيح ملتقى سوق عكاظ سنوياً مشاركة الحرفيين في تقديم أشكال متنوعة من الحِرَف اليدوية القديمة وتسويقها على الزوار؛ مثل صناعة الأبواب والنوافذ والرواشين ونقشها، وصناعة مقابض الأدوات الزراعية، والأواني المنزلية، وأنواع من الأثاث، وتشكيل الفخار من الطين، وصناعة الأزيار والدوارق والمشارب والأواني الفخارية، والخرازة، والنحاسة، والخياطة، والصباغة، والحدادة، وصياغة الذهب والمجوهرات، إضافة إلى مشاركة الحرفيات بتقديم مجموعة متنوعة من الحِرَف النسائية المنزلية القديمة، مثل: الحياكة، وغزل الصوف، وصناعات السلال والحصير والقفاف، وصناعة الأجبان المحلية والإقط، واستخلاص السمن البلدي والقشدة من حليب الماشية.

### جائزة الفلكلور الشعبي

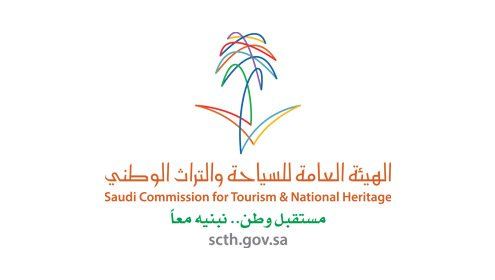
الهيئة العامة للسياحة والتراث الوطني السعودية

يتم الترشيح للمشاركة في جائزة الفلكلور الشعبي عبر المحافظات بالتنسيق مع أمين سوق عكاظ ورئيس لجنة الفنون حسب الشروط المبلغة لهم في هذا الشأن ، حيث تتنافس الفرق الشعبية المقدمة للعروض على الفوز بجائزة سوق عكاظ للفلكلور الشعبي مع ملاحظة ألا يكون اللون أو العرض المقدم للمسابقة قد فاز بجائزة سوق عكاظ في الأعوام الثلاثة الماضية.
قيمة الجائزة:
تقدر قيمة جائزة الفلكلور الشعبي (180.000) ريال موزعة على ثلاثة مراكز على النحو التالي:
- المركز الأول : (100,000) ريال سعودي.
- المركز الثاني : (50,000) ريال سعودي.
- المركز الثالث : (30,000) ريال سعودي.

يشهد أكثر من 4 ألاف شخص يومياً عروض الفرق الشعبية المشاركة في فعاليات الفلكلور، حيث يحظى الفلكلور الشعبي بمتابعة كبيرة من قبل زوار السوق في المسرح المخصص لمحبي الفنون الشعبية والذي تبلغ طاقته الاستيعابية 5 آلاف شخص.
وتشارك أكثر من 10 فرق من مختلف محافظات منطقة مكة المكرمة في تقديم الفنون الشعبية المختلفة طيلة أيام السوق، حيث تتميز محافظات المنطقة بالتنوع، فهناك محافظات ساحلية وأخرى جبلية ومنها سهول على أودية وتتميز كل منها بفن شعبي يميزها عن الأخريات ومن تلك الفنون العرضة والمزمار والمجرور والخبيتي إضافة إلى السمسمية والخطوة وغيرها من الفنون الشعبية التي تزخر بها المنطقة وسيستمتع بها الحضور.

### جائزة الإبداع والتميز العلمي
تعد جائزة الإبداع والتميز العلمي تجسيدًا لحرص القائمين على سوق عكاظ على دعم مسيرة البحث العلمي في موضوع يخدم البشرية بصفة عامة وأبناء هذا الوطن بصفة خاصة ، حيث هدفت هذه الجائزة إلى تقدير وتكريم الباحثين الذين أسهموا بأبحاث تخدم الإنسانية في مجال المياه، ولا تقتصر أهمية الجائزة على ذلك لكن لتأكيد رغبة القائمين على سوق عكاظ للمساهمة في المنافسة لدعم البحوث العلمية ذات الطابع التقني التطبيقي الذي يخدم البشرية كلها.
حيث أن الجائزة تهدف إلى دعم وتشجيع الإبداع والتميز العلمي للأبحاث التي تهدف لخدمة مستقبل البشرية ، في ضوء اتجاهات البحث العلمي والتطور المعرفي والتطبيقات المعاصرة التي استحوذت على اهتمام جميع المستويات في معظم دول العالم وذلك من خلال تكريم الباحث المبدع الذي قدم أبحاثاً عملية عالمية المستوى في مجال تطوير الموارد المائية.
قيمة الجائزة: (100.000) ريال.
تمنح جائزة الإبداع والتميز العلمي للأبحاث التي تهتم بمعالجة المياه وتحليتها من خلال:
1. الأبحاث الحديثة التي تهتم بتحلية المياه والطرق المبتكرة في هذا المجال.
2. الطرق الجديدة لمعالجة مياه الصرف الصحي والصناعي واستخدامها في مجالات أخرى مثل الزراعة .
3. الأبحاث التي تهتم بتطوير الموارد المائية المتاحة من مياه سطحية ، وجوفية.

| جوائز سوق عكاظ                             |               |                   |
| الفائزون بجائزة البحث العلمي               |               |                   |
| الأسم                                      | التاريخ       | الدولة            |
| محمد حسن البيروني                          | 1435هـ - 2014 | السعودية          |
| علي عبد الله الشتوي                        | 1434هـ - 2013 | السعودية          |
| د. أحمد ظافر القرني                        | 1433هـ - 2012 | السعودية          |
| - د. أحمد صالح العمودي - د. عبد العظيم جاد | 1432هـ - 2011 | - اليمن - ألمانيا |

### جائزة سوق عكاظ التكريمية
هي جائزة تكريمية معنوية وليست مالية.
قيمة الجائزة:
يمنح الفائز مفتاح الابداع، وهو صيغة رمزية مع شهادة من الجهة المانحة.
طبيعة الجائزة:
هي جائزة تكريمية لا تخضع للتحكيم، بل تضعها أمانة سوق عكاظ، ويشرف على تنفيذها رئيس اللجنة الشرافية، وتمنح لمن أسهم بعطاء مميز ف مسيرة عكاظ أو دعم أوجه نشاطه وفعالياته وتطوره.

## المسابقات

### مسابقة خطيب عكاظ
مسابقة خطيب عكاظ، هي مسابقة مخصصة للأطفال من عمر سبع سنوات إلى خمسة عشر سنة، تحت مسمى “خطيب أطفال عكاظ”.
وتعتبر المسابقة تظاهرة ثقافية وطنية وفرصة لتحقيق التواصل بين أطفال المملكة المتمكنين في الخطابة باللغة العربية الفصحى، وهي مخصصة فقط للخطابة عن كل ما يتعلق بسوق عكاظ سواء في مجال الآداب أو الفنون الإنسانية.
الإطار التنظيمي والتقييمي لمسابقة الخطابة بعكاظ:
يتم تنظيم المسابقة من قبل الهيئة العامة للسياحة والتراث الوطني وتقيمها من قبل لجنة من الخبراء في مجال الخطابة من داخل المملكة وخارجها، وفقاً لثلاثة جوانب أساسية في هذه المسابقة وهي:
- جانب الشخصية للمشارك.
- جانب المضمون للخطبة أو الكلمة المقدمة.
- جانب الشكل للخطبة أو الكلمة المقدمة.

أولاً- جانب الشخصية:
- هيئة الخطيب: وهي مدى عناية المتسابق بلباسه التراثي بما يتناسب مع العرف والتقاليد بمنطقته.
- الشجاعة الأدبية: وهي قدرة المتسابق النفسية على الوقوف ومواجهة الجمهور وانطلاقته في الحديث وعدم ارتباكه أو تردده.
- الارتجال: وهو تمكن المتسابق من إلقاء (الخطبة / الكلمة) شفوياً دون الرجوع لأوراق مكتوبة، وتقدر له الدرجات الملائمة في حال استخدامه بطاقات لعناصر (الخطبة / الكلمة) دون الاعتماد عليها كلياً.
- النظر للجمهور، ونبرة الصوت: وتعني عدم تركيز المتسابق بالنظر في الأوراق المكتوبة وحسن تبادل النظر للجمهور المستمع (للخطبة / الكلمة)، والعناية بالتوازن بين * الفكرة المطروحة من المتسابق ونبرة الصوت الملائمة لها.
- مدى التأثير: وهي غاية (الخطبة / الكلمة) للمتسابق والتي تتمثل بالانطباع الشعوري الإيجابي الذي تتركه (الخطبة / الكلمة) في نفوس المستمعين.

ثانياً- جانب المضمون:
- حسن اختيار موضوع (الخطبة / الكلمة): بحيث يكون موضوع (الخطبة / الكلمة) ملائماً للمستمعين مراعياً الزمان والمكان.
- استيفاء الفكرة: وهو إلمام المتسابق بفكرة موضوع (الخطبة / الكلمة) بصورة لا يعتريها نقص يخل بتحقيق الهدف منها.
- الترتيب المنطقي: وهو تداول المتسابق لأفكار (الخطبة / الكلمة) بطريقة منتظمة ومتدرجة، فلا تسبق فكرة أختها فتضرب الأفكار لدى المتلقي.
- المادة العلمية: وهي توفر (الخطبة / الكلمة) التي يقدمها المتسابق من الأدلة التاريخية والتراثية والثقافية والقصصية الواقعية وغيرها.

ثالثاً- جانب الشكل:
- البناء الفني: وهو احتواء (الخطبة / الكلمة) للمتسابق على مقدمة جذابة وعرض متكامل متوازن وخاتمة حسنة تلخص أهدف وعناصر (الخطبة / الكلمة) وحسن الترابط بينها.
- الطول: وهو القدر الذي تقسمه أركان بناء (الخطبة / الكلمة) للمتسابق فلا تطغى مثلاً المقدمة على العرض ولا تغفل الخاتمة.
- انتقاء الألفاظ، وصياغة التراكيب: وهي العناية بانتقاء المتسابق للألفاظ والتراكيب من حيث فصاحتها ودلالاتها على المعنى المراد في خطبته.
- الجمال الفني: وتشمل الجماليات الأسلوبية والصور البيانية في (الخطبة / الكلمة) للمتسابق.

استحقاق الفائزين:
- الفائز الأول (50000) ألف ريال.
- الفائز الثاني (40000) ألف ريال.
- الفائز الثالث (30000) ألف ريال.
- الفائز الرابع (20000) ألف ريال.
- الفائز الخامس (15000) ألف ريال.
- الفائز السادس (10000) ألف ريال.

يمنح الفائزين الأربعة في المراكز من (7- 10) جائزة نقدية مقدارها (5000) ألف ريال.

### مسابقة الإبداع المسرحي
مسابقة وطنية خاصة بعروض الفنون المسرحية الإبداعية، تهدف إلى بث روح المنافسة بين فرق الفنون المسرحية من كافة مناطق المملكة واختيار أفضل العروض، بهدف المساهمة في تنشيط وتطوير الحركة المسرحية، ودعم وتشجيع التجارب المسرحية المحلية والخليجية المميزة، واكتشاف المواهب الفنية وإبرازها وصقلها، والترويج للحركة المسرحية.
استحقاق الفائزين:
تتكون مفردات جائزة عكاظ للإبداع المسرحي من:
- أ- مبلغ مالي.
- ب- شهادة براءة الجائزة.
- جـ- درع عكاظ للإبداع المسرحي.

أولاً : يبلغ مجموع جوائز مسابقة عكاظ للإبداع المسرحي (200,000) مئتان ألف ريال.
ثانياً: تمنح جائزة عكاظ للإبداع المسرحي لأفضل عرض مسرحي متكامل فنياً بقرار من لجنة التحكيم لأفضل عرض مسرحي متكامل فنياً وتقدر قيمة الجائزة (100,000) مائة ألف ريال.
ثالثاً : تمنح جوائز مسابقة عكاظ للإبداع المسرحي الفردية بقرار من لجنة التحكيم للفنانين المسرحيين المشاركين في المسابقة في المجالات التالية:
- جائزة أفضل نص ومقدارها (20.000) عشرون ألف ريال.
- جائزة أفضل إخراج ومقداره (20,000) عشرون ألف ريال.
- جائزة أفضل ممثل دور أول ومقداره (15,000) خمسة عشر ألف ريال.
- جائزة أفضل ممثل دور ثاني ومقداره (15,000) خمسة عشر ألف ريال.
- جائزة أفضل إضاءة بمبلغ ومقداره (7,500) سبعة آلاف وخمسمائة ريال.
- جائزة أفضل ديكور ومقدارها (7,500) سبعة آلاف وخمسمائة ريال.
- جائزة أفضل مؤثرات صوتيه وموسيقية ومقداره (7,500) سبعة آلاف وخمسمائة ريال.
- جائزة أفضل أزياء ومقداره (7,500) سبعة آلاف وخمسمائة ريال.

### مسابقة أطفال عكاظ للفنون الشعبية
فكرة المسابقة:
تعتبر مسابقة أطفال عكاظ للفنون الشعبية حدث ثقافي وطني هام وفرصة لتحقيق التواصل بين الأطفال في كافة مناطق المملكة في مجال الفنون الشعبية، ومناسبة لعرض إبداعاتهم الفنية.
استحقاق الفائزين:
- تشمل جوائز المسابقة ثلاثة فرق من فرق الأطفال للفنون الشعبية الوطنية.
- تقديم هدايا وجوائز تشجيعية للفرق المشاركة في المسابقة.
- تسليم جميع الفرق المشاركة في المسابقة شواهد المشاركة الفردية والجماعية إضافة إلى تذكار المسابقة لكل فرقة.

المركز الأول:
تمنح الفرقة الفائزة في المركز الأول الجوائز التالية:
- درع مسابقة عكاظ للفنون الشعبية وشهادة تقديرية.
  - (50) خمسون ألف ريال سعودي.

المركز الثاني:
تمنح الفرقة الفائزة في المركز الثاني الجوائز التالية:
- درع مسابقة عكاظ للفنون الشعبية وشهادة تقديرية.
  - (30) ثلاثون ألف ريال سعودي.

المركز الثالث:
تمنح الفرقة الفائزة في المركز الثالث الجوائز التالية:
- درع مسابقة عكاظ للفنون الشعبية وشهادة تقديرية.
  - (20) عشرون ألف ريال سعودي.

### مسابقة عكاظ للفنون الشعبية
تعتبر مسابقة عكاظ للفنون الشعبية تظاهرة ثقافية وطنية وفرصة لتحقيق التواصل بين فرق الفنون الشعبية السعودية في مجال الموسيقى التراثية، ومناسبة لعرض إبداعاتهم الموسيقية.
ألوان الفنون الشعبية المحددة للمنافسة بالمسابقة:
بناء على قرار اللجنة الثقافية ورغبة في فتح المجال لأبناء الوطن في المشاركة فقد تم فتح مجال المشاركة للفرق المتنافسة في “مسابقة عكاظ للفنون الشعبية” في دورة سوق عكاظ الحادية عشر للعام 1438هـ في اختيار الالوان التي تراها كل فرقه على ان تكون المشاركة فقط بلون واحد من الالوان الشعبية، في حين يسمح للفرقة المشاركة بألوان أخرى خلال مشاركتها في مسيرة الافتتاح الكرنفالية لفعاليات سوق عكاظ، علماً بأن هذا التنظيم جاء ليمنح مشاركة واسعة وحرية لاختيار الفرق في المسابقة، حيث يمكن من خلالها تكريم وتقدير جهودها.
استحقاق الفائزين:
- تشمل جوائز المسابقة (3) ثلاث فرق فائزة من فرق الفنون الشعبية الوطنية.
- قيمة الجائزة (180) مائة وثمانون ألف ريال.
- المركز الأول مائة ألف ريال
- المركز الثاني خمسون ألف ريال
- المركز الثالث ثلاثون ألف ريال.

## أكاديمية الشعر العربي
يعد مشروع أكاديمية الشعر العربي أحد المشاريع النوعية لملتقى سوق عكاظ والتي تعنى بالشعر العربي الفصيح، وتنهض بدراساته وأبحاثه بدءا من جمع وتدوين وتحقيق الموروث منه في المخطوطات المحفوظة محليا ودوليا ونشر مؤلفات شعرية من دواوين وأبحاث بوسائل النشر المختلفة، علاوة على تنظيم الأنشطة والبرامج الشعرية كالندوات والمسابقات والمحاضرات والملتقيات الأدبية، ليصبح ملتقى سوق عكاظ المرجعية العربية الأقوى في الشعر، يُحتفى فيه بأهم الأصوات الشعرية العربية الكبيرة، ويهتم بالترجمات الشعرية، ويحتضن الشعراء الشباب، ويقيم المسرحيات الشعرية، وذلك من خلال الاستفادة من التجارب العربية والدولية في إنشاء الأكاديميات التي تهتم بالشعر ومن أشهرها أكاديمية الشعر في أمريكا والنمسا ومصر وأبوظبي.

## احصائيات الزوار

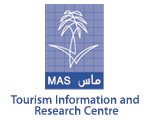
مركز المعلومات والأبحاث السياحية (ماس)

كشف تقرير إحصائي عن أن 83 في المائة زوار سوق عكاظ في دورته التاسعة (1436هـ - 2015م) بمحافظة الطائف خلال الفترة من 25 شوال إلى 6 ذو القعدة 1436هـ، سيكررون زيارتهم العام المقبل، في حين أعطى 43 في المائة الزوار تقييماً إيجابياً للسوق فيما يخص مستوى التنظيم والتوقيت والفعاليات.
وأوضح التقرير الصادر عن مركز المعلومات والأبحاث السياحية (ماس) بالهيئة العامة للسياحة والتراث الوطني بعنوان (الإحصاءات السياحية لسوق عكاظ 2015" أن الزوار الذين بلغت أعدادهم 261 ألف زائر، قدموا مما يزيد على 19 وجهة من مختلف مناطق المملكة وخارجها، مع أكثرية واضحة لمن قدموا من منطقة الرياض وبنسبة 55 في المائة.
ويقدم تقرير (ماس) سنوياً بيانات احصائية لسوق عكاظ، ويحوي بيانات احصائية عن أعداد الزوار، فضلاً عن خصائصهم، والغرض من زيارتهم، ومصدر معلوماتهم، وصولاً إلى تقييم شامل للخدمات والفعاليات واقتراحاتهم للتطوير، معتمداً في ذلك على عينة تبلغ 500 زائر لمن قدموا لزيارة السوق من مسافة 80 كيلو متراً وممن تنطبق عليهم تعريف السائح حسب التعريف العالمي لمنظمة السياحة العالمي، وذلك عبر تعبئة بياناتهم بالمقابلة الشخصية أو الاستبانة الإلكترونية، فيما أجرى المقابلات فريق من الباحثين من أبناء المنطقة.